# Minimo 30
Das Minimo 30 (Abkürzung für „Minimofa“) später Joky und Minimo-Joky war ein zusammenklappbares Mofa bzw. eigentlich ein Mokick mit Alu-Gussrahmen, das sich in einem größeren Kofferraum oder Wohnmobil leicht verstauen ließ.

## Geschichte
Hergestellt wurde es als Minimo 30 ab Mitte 1968 von Poppe & Sohn in Kiel, später als Joky von Nordguss (später umbenannt in Gießtechnik Nord) in Bad Oldesloe und von 1974 bis 1987 als Minimo-Joky von Siegfried Thurmann (Winsen, dann Radbruch). Der Rahmen kann mit wenigen Handgriffen und einem Schraubenschlüssel leicht zerlegt werden. Lenker und Sattel sind abnehmbar und mit Schnellspanngriffen ausgestattet. Als Zubehör gab es eine Tragetasche. Es wurden insgesamt mehrere Tausend Exemplare gebaut.
Willi Poppe (1924–2016) war als Inhaber und Chef einer Gießerei in Kiel ein Erfinder und Macher. Dem Wassersport verbunden störte es ihn, dass es von Yachthäfen aus immer bergauf zum nächsten Laden oder Bäcker im Ort ging. Oft waren dabei auch längere Distanzen zu überwinden. Ein motorisiertes Vehikel, was in die Backskiste des Segelschiffs oder Motorboots passte, musste her. Innerhalb kürzester Zeit entwickelte er ein klappbares Fahrzeug mit minimaler Ausstattung, aber dafür praktisch, schnell und leicht zu verstauen. Seine Erfahrung mit Silumin in seiner Gießerei erlaubten eine schnelle Umsetzung des Projekts. In weniger als drei Monaten waren die Mokicks zugelassen und konnten als Minimo 30 verkauft werden.
Einige wenige originale Exemplare der „Alubanane“ können noch heute unter anderem im Maschinenmuseum in Kiel-Wik besichtigt und manchmal auch gefahren werden.

## Antrieb
Angetrieben wurde das Minimo 30 von einem ILO-Zweitaktmotor MM 540 mit bis zu 1,1 kW (1,5 PS) aus 47,5 cm³ Hubraum mit Automatikgetriebe. Es erreichte damit eine Höchstgeschwindigkeit von ca. 35 km/h (Ausführung C). Es gab zunächst drei Ausführungen bei Poppe & Sohn:
- Ausführung A: MM 525 mit 0,7 PS bei 3800/min aus 34,25 cm³
- Ausführung B: MM 540 mit 1,3 PS bei 4500/min aus 47,8 cm³
- Ausführung C: MM 540 mit 1,5 PS bei 5000/min aus 47,8 cm³

Die spätere Baureihen Joky (nur als Ausführung B und C) und Minimo-Joky (nur als Ausführung C) schöpften dann immer aus den 47,8 cm³ 1,1 kW (1,5 PS).

## Besonderheiten
Obwohl das Fahrzeug mit bis zu 35 km/h Höchstgeschwindigkeit in den Papieren angegeben war und eigentlich einen Führerschein der Klasse 5 (Moped 40 km/h) erforderte, durfte es als Mofa zugelassen und damals ohne Führerschein in Betrieb genommen werden. Besonders beliebt war das Minimo 30 bei Yachtbesitzern (zum Brötchen holen im Hafen) und Segelfliegern in der Zeit vor der Einführung der Mobiltelefone, um nach der Landung zur nächsten Telefonzelle zu fahren. Es war das erste „Klappmokick“ der Welt.
Am 16. September 2018 fand zum Jubiläum eine Feier mit dem Titel „50 Jahre MiniMo, das erste Klappmokick der Welt, made in Kiel; Ausstellung – Betrieb – Sammlertreffen“ im Maschinenmuseum Kiel-Wik statt.